# Lista de imperadores do México
O Imperador do México (em espanhol: Emperador de México) foi o chefe de Estado e governante do México, por duas vezes não consecutivas no século XIX.
Com a Declaração de Independência do Império Mexicano da Espanha em 1821, o México tornou-se uma monarquia independente, o Primeiro Império Mexicano (1822-1823). A monarquia foi logo substituída pela Primeira República do México. Por sua vez, o México reverteu-se em uma monarquia em 1860, durante o Segundo Império Mexicano (1864-1867). 

## Primeiro Império Mexicano

### Casa de Iturbide
| Nome                                                 | Retrato | Brasão | Nascimento | Casamento Filhos legítimos                                   | Morte                                      | Ref.  |
| ---------------------------------------------------- | ------- | ------ | --- | ------------------------------------------------------------ | ------------------------------------------ | ----- |
| Agostinho I 19 de maio de 1822 – 19 de março de 1823 |         |        | 27 de setembro de 1783 Valhadolide, Vice-Reino da Nova Espanha Filho de Jose Joaquín de Iturbide y Arreguí e María Josefa de Arámburu y Carrilo de Figueroa | Ana María de Huarte y Muñiz 27 de fevereiro de 1805 6 filhos | 19 de julho de 1824 Tamaulipas aos 40 anos | [ 1 ] |

## Segundo Império Mexicano

### Casa de Habsburgo
| Nome                                                 | Retrato | Brasão | Nascimento                                                                                              | Casamento Filhos legítimos                        | Morte                                                         | Ref.  |
| ---------------------------------------------------- | ------- | ------ | --- | ------------------------------------------------- | ------------------------------------------------------------- | ----- |
| Maximiliano 10 de abril de 1864 – 15 de maio de 1867 |         |        | 6 de julho de 1832 Palácio de Schönbrunn, Viena Filho de Francisco Carlos da Áustria e Sofia da Baviera | Carlota da Bélgica 27 de julho de 1857 sem filhos | 19 de junho de 1867 Santiago de Querétaro, México aos 34 anos | [ 2 ] |

## Pretendentes ao Trono Imperial Mexicano
- Agostinho Jerônimo de Iturbide e Huarte (1824-1863).. filho de Agostinho I e príncipe imperial. Repassou seus direitos de sucessão para Maximiliano I em 1863.
- Ângelo de Iturbide e Green (1867-1872).. sobrinho de Agostinho Jerônimo de Iturbide e Huarte que reassumiu a chefia da casa após a morte de Maximiliano.
- Agostinho de Iturbide e Green (1866-1925).. neto de Agostinho I e nomeado príncipe imperial no reinado de Maximiliano I, que também foi seu pai adotivo.
- Maria Josefa Sofia de Iturbide (1925-1949).. filha de Salvador de Iturbide e prima de Agostinho de Iturbide e Green.
- Maximiliano von Götzen-Iturbide (1949-presente).. neto de Maria Josefa e atual chefe da Casa de Iturbide, embora não seja pretendente ao extinto trono mexicano.